# Jødefisk
En Jødefisk (lat. Epinephelus itajara) er en havaborre, der kan veje op til 350 kg. 
| Fisk | Spire Denne artikel om fisk er en spire som bør udbygges. Du er velkommen til at hjælpe Wikipedia ved at udvide den. |